# 约翰·库茨
约翰·威廉·库茨（英語：John William Coutts，1956年8月14日—），新西兰男子游泳运动员，主攻蝶泳。他曾代表新西兰参加1974年英联邦运动会游泳比赛，获得男子200米蝶泳铜牌。